# František Morávek (fotbalista)
František Morávek (3. června 1937 – 6. prosince 2008, Praha) byl český fotbalista, útočník.

## Sportovní kariéra
V československé lize hrál za Dynamo Praha a Duklu Pardubice. Nastoupil ke 131 ligovým utkáním a dal 23 gólů. Finalista Spartakiádního poháru 1959/60 a Československého poháru 1962/63. Za Slavii hrál v letech 1955 až 1965, nastoupil ve 292 utkáních a dal 121 gólů. Svého času byl i kapitánem týmu.

## Ligová bilance
| Ročník                                   | Zápasy | Góly | Klub            |
| ---------------------------------------- | ------ | ---- | --------------- |
| Přebor československé republiky 1955     | 2      | 1    | Dynamo Praha    |
| 1. československá fotbalová liga 1956    | 1      | 1    | Dynamo Praha    |
| 1. československá fotbalová liga 1957/58 | 33     | 5    | Dukla Pardubice |
| 1. československá fotbalová liga 1958/59 | 7      | 2    | Dukla Pardubice |
| 1. československá fotbalová liga 1958/59 | 19     | 4    | Dynamo Praha    |
| 1. československá fotbalová liga 1959/60 | 25     | 4    | Dynamo Praha    |
| 1. československá fotbalová liga 1960/61 | 26     | 4    | Dynamo Praha    |
| 1. československá fotbalová liga 1962/63 | 18     | 2    | Dynamo Praha    |
| CELKEM                                   | 131    | 23   |                 |